# Лашкар-кушбеги
Лашкар кушбеги — кокандский сановник, наместник Ташкента и Дешт-и-Кипчака (с 1810 года).

## Биография
О его году и месте рождения неизвестно. Верно служил кокандским ханам и имел политический вес в государстве. Участвовал в походах Кокандского ханства в соседние страны. 1810 году Умар-хан завоевал Ташкент. Участвовал в походах ходжей борьбе за независимость Джахангира и Юсуп ходжи, казахского султана Саржан султана. В 1836 году убил последнего в подозрении в измене.

## Источник
- Ж. М. Тулибаева, История Казахстана в кокандских источниках. — 2013 г.
- Б. Р. Турсунов. Дипломатическое отношение с империи Цин. Худжанд.
- С.Исроилов. Об отношениях Бухарского эмирата Кокандским ханством.